# ديفتونز
ديفتونز هي فرقة ميتال بديل أمريكية من مدينة ساكرامنتو  تأسست في عام 1988 من قبل تشينو مورينو، ستيفن كاربنتر، آبي كونينغهام ودومينيك غارسيا.

## وصلات خارجية
- ديفتونز على موقع IMDb (الإنجليزية)
- ديفتونز على موقع ميوزك برينز (الإنجليزية)
- ديفتونز على موقع رولينغ ستون (الإنجليزية)
- ديفتونز على موقع رولينغ ستون (الإنجليزية)
- ديفتونز على موقع أول ميوزيك (الإنجليزية)
- ديفتونز على موقع ديسكوغز (الإنجليزية)